# 花灯满城
《花灯满城》，2014年中国大陆播出的民初剧，根据作家苏童的小说《妻妾成群》改编，由唐季礼监制并导演，导演唐季礼，主演田海蓉、刘晓庆、胡可、鲍起静，张峻宁，任泉，杨洋，秦风。2012年3月杀青，2014年6月20日湖南电视剧频道首播。 

## 剧情
该剧根据苏童的长篇小说《妻妾成群》改编而成。
讲述了20世纪20年代，中华民国初期，新思想涌入，“陈家”作为一个封建家庭在这个时期被迫解体，女性寻求爱情和自由，不再束缚在封建家庭里当男人的玩物和生孩子的工具，最终在历史的洪流中洗去封建糟粕，跟随时代进步的步伐。

## 演出
| 演员   | 角色   | 备注     |
| 田海蓉 | 张颂莲 | 四姨太   |
| 刘晓庆 | 卓云   | 二姨太   |
| 胡可   | 梅珊   | 三姨太   |
| 鲍起静 | 毓如   | 大太太   |
| 张峻宁 | 陈飞浦 | 大少爷   |
| 任泉   | 顾三   | 顾家少爷 |
| 杨洋   | 陈飞渝 | 二少爷   |
| 秦風   | 陈佐千 | 老爷     |
| 杨亚   | 陈忆惠 | 大小姐   |
| 杨丽晓 | 陈忆容 | 二小姐   |
| 蒋依依 | 陈忆云 | 三小姐   |
| 林沐然 | 陈飞澜 | 四少爷   |
| 郑亦桐 | 五姨太 | 客串     |